# Gran Ducado de Lituania
El Gran Ducado de Lituania (ruteno: Великое князство Литовъское, (Velíkoe knyázstvo Litóvskoe); en polaco: Wielkie Księstwo Litewskie) fue un estado de la Europa Central y Oriental, que existió entre los siglos XII/XIII y XVIII. Fundado por los lituanos, una de las tribus bálticas paganas, cuyas tierras iniciales cubrieron la parte este de Lituania, las Tierras Altas. Posteriormente, expandieron su territorio adquiriendo grandes partes del antiguo Rus de Kiev. El Gran Ducado de Lituania cubrió el territorio de los actuales países de Lituania, Bielorrusia, Ucrania y Moldavia (incluida Transnistria); incluyendo partes de Polonia (Podlaquia, hasta 1569) y Rusia (tierras de Smolensk, Briansk y Kursk). Su período de mayor extensión fue el siglo XV, siendo el país más grande de Europa.
El título de Gran Ducado de Lituania se comenzó a aplicar regularmente desde el siglo XIV, pero el estado multiétnico y multirreligioso surgió solo en los últimos años del reinado de Gediminas.
Según un análisis de los registros fiscales en 1572, Lituania propiamente dicha tenía 850 000 residentes, de los cuales 680 000 eran lituanos.
El escudo de armas del Gran Ducado de Lituania era un caballero a caballo con la Cruz Doble de la dinastía Jagiellonian en su escudo, representada en un campo rojo.

## Historia
Los primeros escritos en los que se hace referencia a Lituania son los Anales de Quedlinburg, que datan del año 1009. Este documento menciona poco sobre este estado o su estructura social, exceptuando que Lituania confinaba con el Rus de Kiev y que la gente que vivía en la región eran paganos.

## Organización territorial

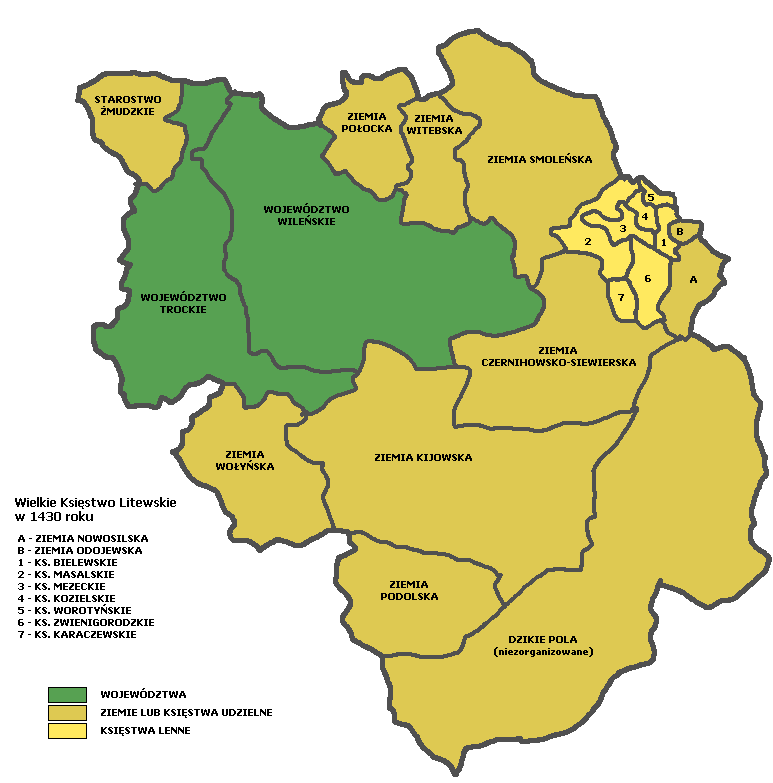
Gran Ducado de Lituania hacia el año 1430.

Antes de 1412 la división territorial del Gran Ducado de Lituania se dividía en los ducados de Trakai, Samogitia y Lituania y otros territorios. Para 1413 alcanzaba su máxima extensión territorial, y después de la Unión de Horodło se dividió en un ducado, dos voivodatos, y varias ziemias o tierras:
- Voivodato de Vilna
- Voivodato de Trakai
- Ducado de Samogitia
- Tierra de Vitebsk
- Tierra de Pólatsk
- Tierra de Smolensk
- Tierra de Chernigov
- Tierra de Kiev
- Tierra de Volinia
- Tierra de Padolia

### Reformas del sigloXV-XVI

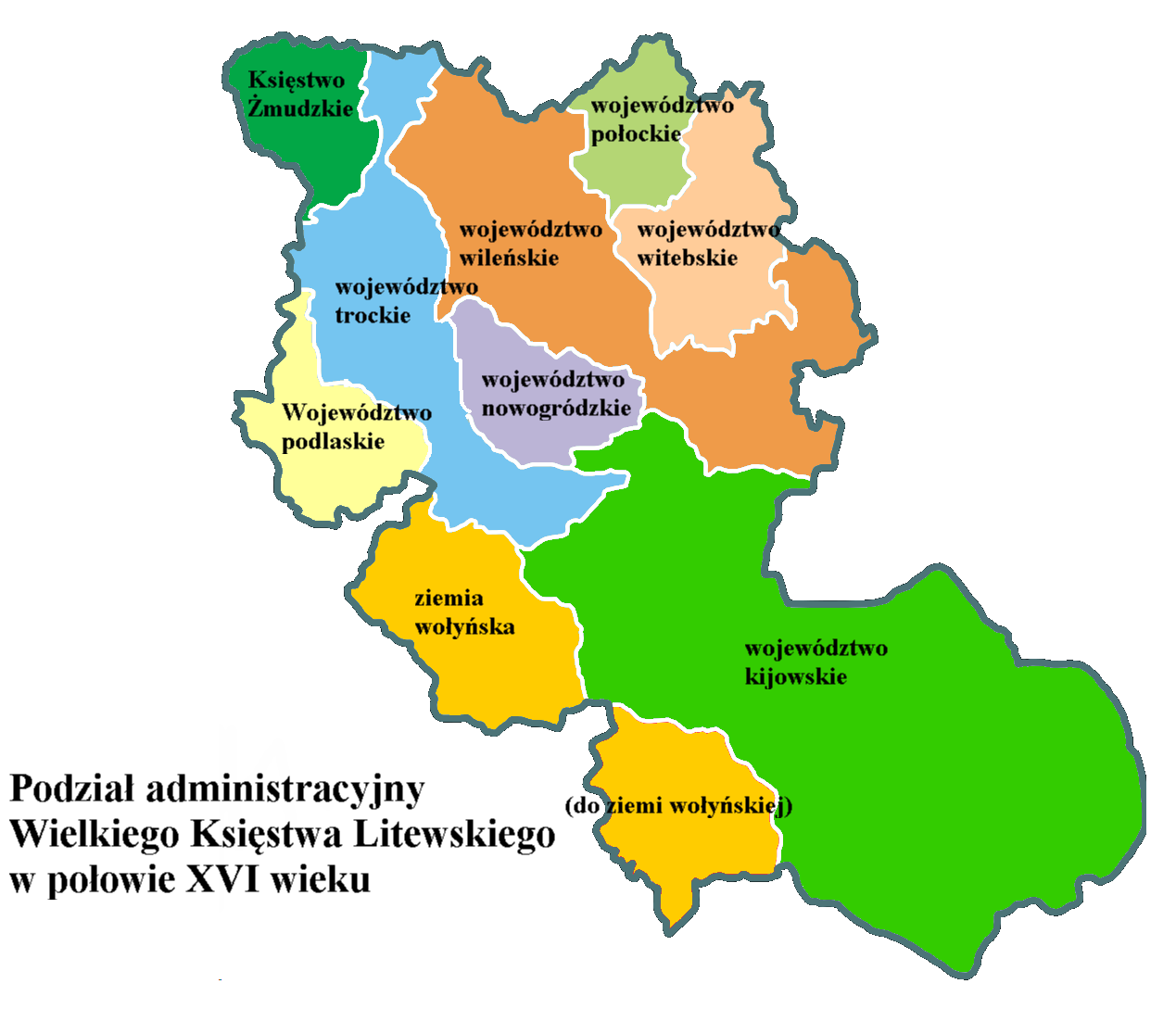
Organización territorial del Gran Ducado de Lituania hacia 1566.

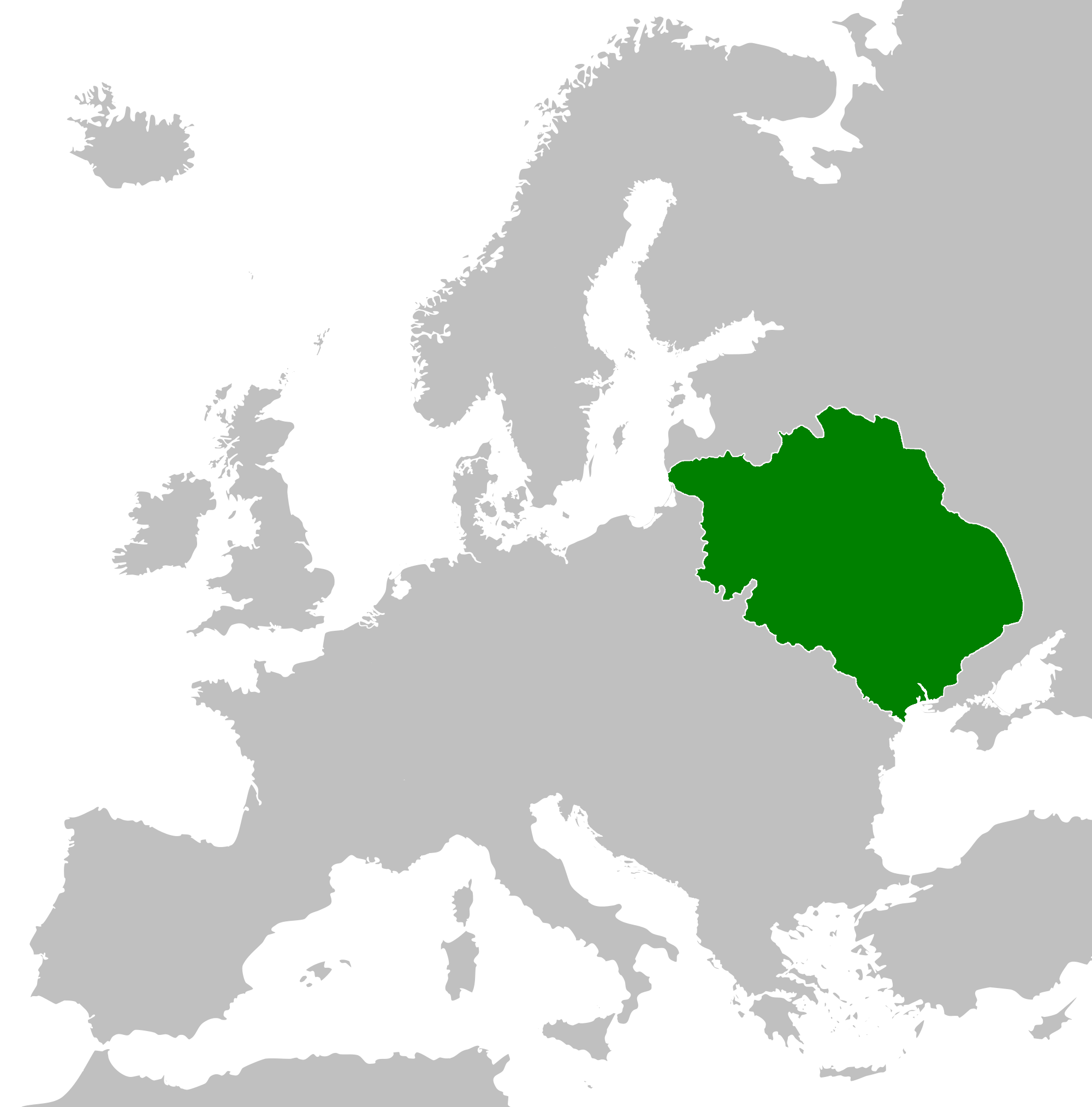
Lituania en 1412 cuando alcanzaba su máxima extensión territorial.

Para ese tiempo el Lituania ya había perdido territorios al este por Rusia, ante esto las Tierras o Ziemias se habían convertido en voivodatos, en el Ducado de Samogitia no hubo cambios:

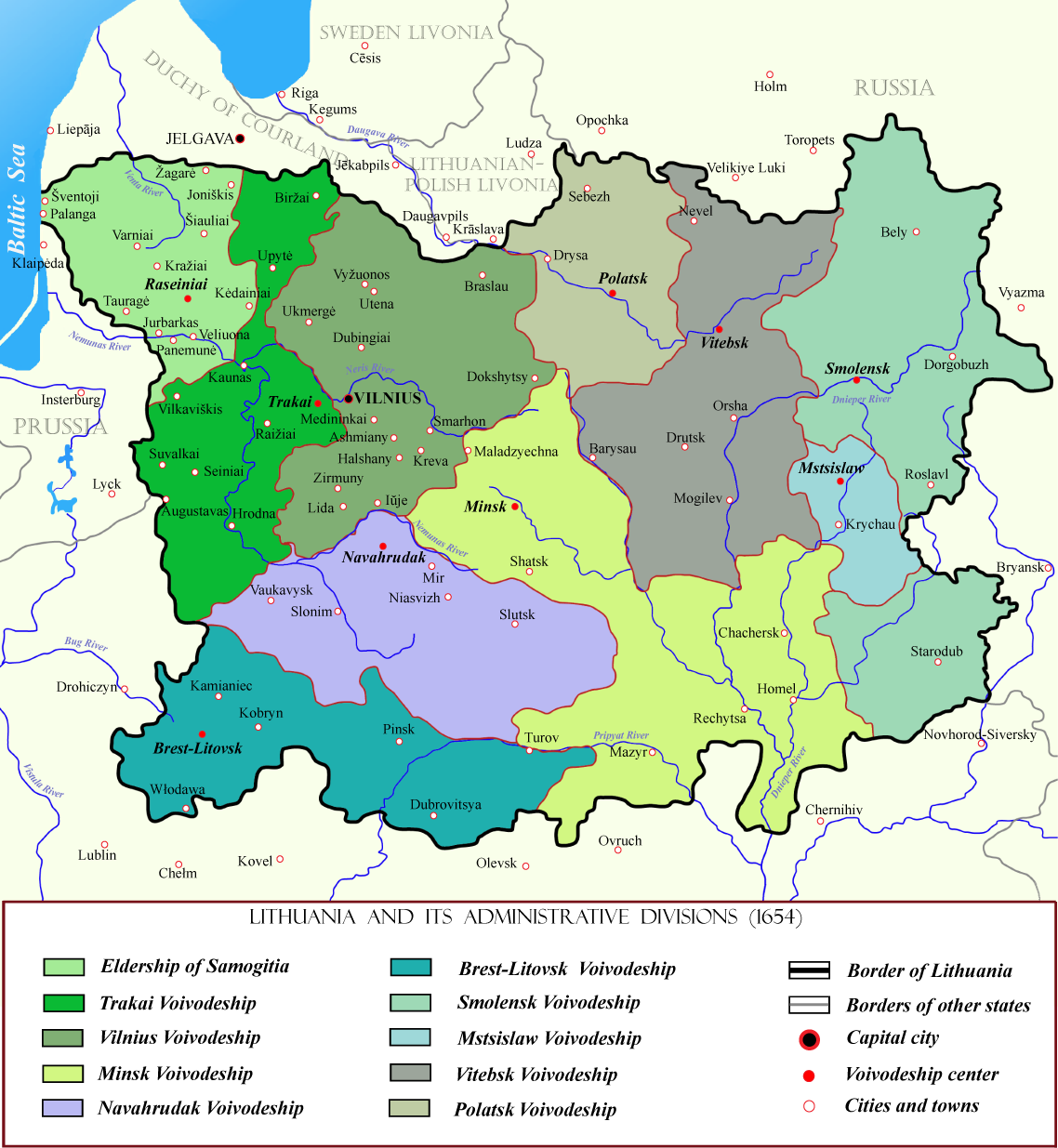
Organización territorial del Gran ducado de Lituania durante la República de las dos Naciones.

- Ducado de Samogitia
- Voivodato de Vilna
- Voivodato de Trakai
- Voivodato de Nowogródek
- Voivodato de Podlaquia
- Voivodato de Volinia
- Voivodato de Vitebsk
- Voivodato de Pólatsk
- Voivodato de Kiev

### Nuevos voivodatos creados durante la República de las dos Naciones
- Voivodato de Brest-Litovsk
- Voivodato de Smolensk
- Voivodato de Mścisław
- Voivodato de Minsk

## Establecimiento del Estado

Bálticos en el.

Otras referencias a Lituania aparecen en crónicas eslavas, en las que aparece como una de las tierras que atacó la Rus de Kiev; aparentemente su primera incursión fue fallida, pero los Príncipes de Kiev continuaron corriendo el territorio lituano.
La consolidación de sus tierras comenzó en el siglo XII, con numerosas incursiones lituanas a ciudades prósperas como Nóvgorod y Pskov. Los lituanos saquearon también grandes territorios de otras tribus bálticas. En el año 1131, Lituania sufrió un ataque a gran escala por parte de Mstislav I de Kiev. De todas maneras, cuando el ejército de Mstislav volvía a su país, cargado de botín, los lituanos vencieron a los regimientos de la retaguardia del ejército principal de Mstislav, que marchaba rezagada. Aunque no fue una gran victoria, fue un indicio del fortalecimiento lituano.
En algún momento entre 1180 y 1183, los lituanos empezaron a organizar incursiones regulares en las provincias eslavas; talaron el Ducado de Pólatsk y también Pskov, y hasta amenazaron Nóvgorod. Luego de la victoriosa incursión a Livonia en 1185, los habitantes de la región construyeron gran cantidad de castillos para protegerse. Desde el siglo XII en adelante, los lituanos representaron una amenaza tanto para los reinos occidentales vecinos como para los eslavos. Las correrías reflejaban la consolidación del Estado lituano alrededor del siglo XII en el norte de Lituania; posiblemente a términos del siglo, el Gran Ducado de Lituania ya se había formado en estos territorios.

### SigloXIII
En el siglo XIII se libraron nuevas guerras con los Caballeros Teutones, la Hermanos Livonios de la Espada y aconteció el alzamiento de Mindaugas, que fue coronado rey de Lituania en 1253. El año 1202 marcó hito en la formación del Estado lituano: ese año se creó una orden militar cristiana, la Orden Livónica, que representó un gran riesgo para el paganismo en la región. Esta amenaza creció con la formación de otras órdenes como la Teutónica, fundada en 1226. El signo más importante de unión fue el tratado del año 1219, que es el documento más antiguo que menciona la cooperación entre los duques lituanos. Este tratado menciona veintiún duques lituanos con sus señoríos, incluyendo el de Mindaugas. Aunque hubiesen peleado en el pasado, lituanos y samogitios hablaban dialectos similares y se enfrentaban entonces a un enemigo común. El reconocimiento por escrito de intereses comunes y el establecimiento de una jerarquía entre los signatarios del tratado eran indicios del proceso de surgimiento de un nuevo Estado.

#### Reinado de Mindaugas

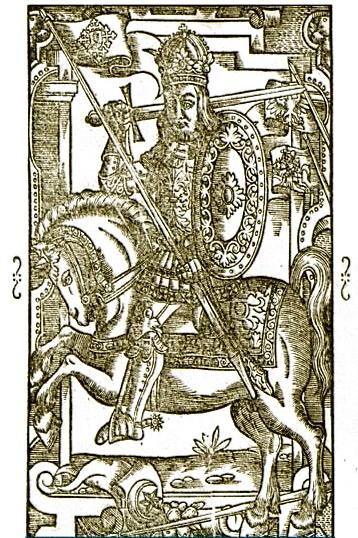
El rey Mindaugas.

No se sabe exactamente cómo Mindaugas, un duque del sur, consiguió hacerse con el poder en Lituania. Ciertas crónicas eslavas mencionan que acostumbraba matar o exiliar varios duques, incluyendo a sus propios parientes. Luego de asegurar su poder en el Reino de Lituania, Mindaugas dirigió su mirada a provincias y regiones eslavas, anexando a sus dominios Goradnia y otros lugares, que eran parte del Rus de Kiev. Estas regiones pasaron a su poder durante los años 1239 y 1248. Tras conquistar numerosas provincias de Rutenia, Mindaugas le encargó a su hijo Vaišvilkas la gobernación de tales provincias, quien aparentemente suprimió grandemente a la población local. Un acontecimiento importante tuvo lugar en 1236 que repercutió sobre toda la región: un ejército dirigido por el soberano samogitio Vykintas ganó la batalla del Sol, inflingiéndole una catastrófica derrota a la Orden Livonia, que perdió su poder y tuvo que unirse a la Orden Teutónica. Eso significó que Samogitia se tornara el objetivo primario de ambas Órdenes, ya que solo esa región las separaba físicamente. Otra consecuencia del resultado de la batalla fue una pequeña interrupción en las guerras entre los Caballeros Teutones, y Lituania aprovechó esta situación, organizando ataques en las regiones rutenas.

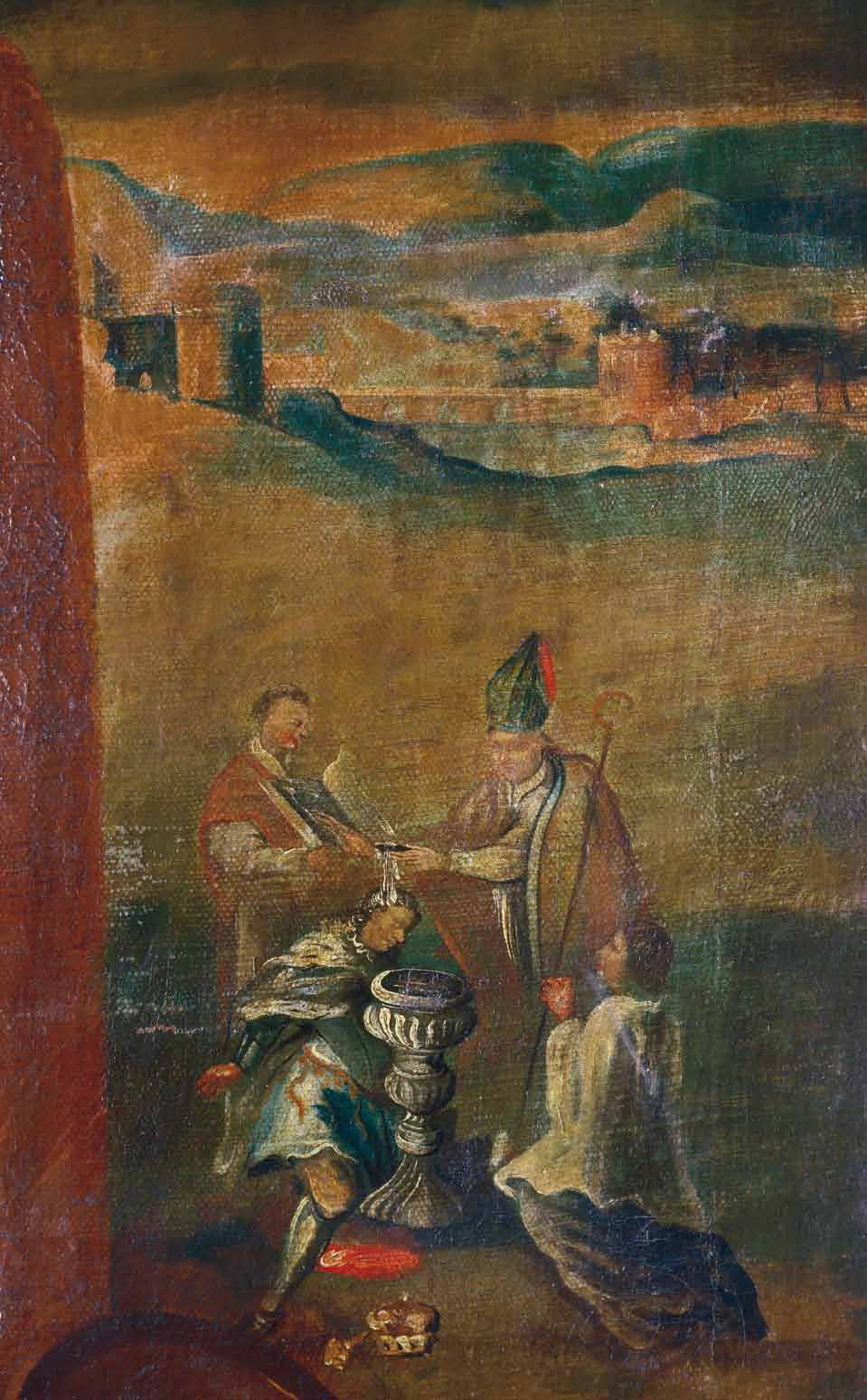
El bautizo de Mindaugas.

Así alrededor de 1248 Mindaugas envió a sus sobrinos a conquistar Smolensk, pero no lo lograron. Los duques de Galitzia y Volinia se encargaron de apoderarse de la Rutenia Negra, tierra controlada por Vaišvilkas. Tautvilas, buscando apoyo de los Caballeros Teutones, fue a Riga, donde el arzobispo lo bautizó y recibió ayuda militar. Poco después la Orden Teutónica ordenó dos grandes incursiones: una hacia Nalga y otra hacia los dominios de Mindaugas y la parte de Samogitia que todavía lo apoyaba. Mindaugas, enfrentándose a una situación extremadamente dificultosa, se las arregló para beneficiarse de los conflictos entre la Orden Livonia y el arzobispo de Riga: sobornó al maestre de la Orden, quien todavía estaba enojado por la derrota de Vykintas en 1236. Andreas von Stierland le prometió su auxilio a Mindaugas, pero le impuso como requisito que dejara su condición de pagano y se convirtiera a la fe católica. Mindaugas accedió a ser bautizado y hasta le otorgó a la Orden algunas tierras en la parte oeste de Lituania. Fue bautizado junto con su esposa e hijos en el rito católico en 1251. El 17 de julio de 1251 el papa Inocencio IV expidió un bula papal proclamando a Lituania reino y el Estado fue puesto bajo la jurisdicción del obispo de Roma.
En 1252 Tautvilas y los aliados que quedaban atacaron a Mindaugas en Voruta. El ataque falló y los aliados tuvieron que refugiarse en el Castillo de Tver. Luego de la muerte de Vykintas, Tautvilas se vio forzado a volver con Daniel de Galitzia. Estos acontecimientos significaron el desbaratamiento de la coalición, y Daniel y Tautvilas se reconciliaron poco después. Cuando estas peleas terminaron, no hubo ya obstáculos para que Mindaugas ejerciese el poder y en 1253 fue coronado rey de Lituania en Vilna, donde instaló la corte y construyó una nueva catedral.
El papa Inocencio IV apoyó a Mindaugas porque creía que podría detener las incursiones de los mongoles-tártaros. Para fortalecer la presencia del cristianismo en Lituania, se designó un obispo de Lituania; el primero en ocupar el cargo fue el sacerdote dominico Vito y en 1254 le sucedió Cristian. Sin embargo, como los acontecimientos posteriores mostraron, los lituanos no estaban preparados para aceptar la cristiandad.
Durante los años siguientes, Mindaugas trató de expandir su influencia en Pólatsk, un gran centro mercantil del valle del río Daugava, y Pinsk. También estableció la paz con Galitzia-Volinia, y arregló un matrimonio entre su hija y Shvarn, hijo de Daniel de Volinia y futuro gobernador de Lituania. En 1255, Mindaugas obtuvo permiso del papa Alejandro IV para coronar a uno de sus hijos como rey de Lituania.
La Orden Teutónica se dedicó durante este período a fortalecer su posición en partes de Samogitia y Livonia, pero en 1259 y 1260 sufrió sendas derrotas lo que animó a los prusianos, conquistados por la Orden Teutónica, a rebelarse contra esta. Animado por su sobrino, Mindaugas rompió la paz con la Orden Teutónica, puso a los samogitios de nuevo bajo su jurisdicción y trató de aprovechar la situación de las tribus bálticas. Las crónicas mencionan también que retomó sus antiguas creencias.
Mindaugas hizo un trato con Alejandro Nevski de Nóvgorod y marchó contra la Orden Teutónica. Trenzota dirigió el ejército contra Masovia esperando animar a las tribus bálticas conquistadas a rebelarse contra la Orden. No obstante la campaña no alcanzó sus objetivos y solamente empeoró las relaciones entre Mindaugas y Trenzota, quien finalmente con Daumantas asesinó a Mindaugas y sus dos hijos, Ruklys y Rupeikis, en 1263.
El Gran Ducado de Lituania cayó en guerras internas.

### Expansión
Después de la muerte de Mindaugas, Treniota tomó para sí el título de gran duque. Sin embargo, su poder era frágil y pocos años después, en 1264 fue asesinado por el hijo de Mindaugas Vaišvilkas y su aliado de Volinia Shvarn. Daumantas escapó hacia Pskov y se bautizó como Timoféi y gobernó allí con éxito entre 1266-1299. Vaišvilkas, que una vez fuere un pagano fiero, se convirtió en un devoto de la Iglesia ortodoxa. Este luego de tres años de reinado le cedió el título a Shvarn. La situación política inestable que imperaba en Lituania resultó en falta de apoyo para los rebeldes bálticos, quienes fueron inicialmente apoyados por Mindaugas y Treniota, y las rebeliones de las tribus bálticas comenzaron lentamente a calmarse.
Shvarn tomó el poder en 1267. Es probable que no lograse dominar toda Lituania y gobernase solamente el sur del Gran Ducado. Al mismo tiempo, Vaišvilkas fue asesinado por Lev Danýlovich, hermano de Shvarn, quien estaba furioso con Vaišvilkas, porque este no le había transferido el poder supremo de Lituania a él.
En el 1268 el papa Clemente IV expidió una bula papal, donde le daba permiso al rey de Bohemia Ottokar II de revivir la Monarquía Lituana. En el mismo año, el rey y sus soldados bohemios, y austríacos, llegaron a Prusia a través de Polonia; y comenzaron con los preparativos para invadir Lituania, pero debido a malas condiciones climáticas la campaña no se pudo realizar. Un año después, Shvarn fue derrocado del trono lituano por el pagano Traidenis, duque de Kernavé.
Traidenis comenzó a hacer guerra contra Galitzia-Volinia entre 1274 y 1276, saliendo victorioso, conquistando finalmente Rutenia Negra. Traidenis también tuvo éxito peleando contra la Orden Livona. En el año 1270 ganó una batalla en los hielos cercanos a Saaremaa. En 1279 la Orden atacó tierras lituanas hasta se acercó al mismo trono de Traidenis en Kernavė, pero en la vuelta de la campaña sufrieron un gran derrota en Aizkraukle. Tras la batalla, los semigalianos se rebelaron y reconocieron al superioridad de Lituania. Traidenis hizo muchas más campañas pero en 1282 murió.
Hay incertidumbre sobre quiénes fueron los grandes duques de Lituania luego de la muerte de Traidenis.

#### Dinastía gedimínida

##### Enfrentamientos contra la Orden Teutónica
El primer Gedimínida en gobernar Lituania fue Butigeidis, quien murió en 1290 o 1292, y su hermano y régulo Butvydas heredó la corona. Este a su vez murió en 1296, dejándole el trono a su hijo Vytenis quien fue mencionado como rey y señor de Lituania en 1296. Bajo su mandato comenzó la construcción de la red de castillos del Niemen que gradualmente se convirtió en el principal puesto de avanzada y estructuras defensivas contra la Orden Teutónica. Vytenis saqueó tierras polacas en 1295 continuando sus ataques sobre estos territorios hasta 1306. Estos años fueron testigos de la desintegración del Reino de Polonia, lo que Vytenis aprovechó; luego apoyó al pretendiente polaco al trono del reino. Vytenis también intervino en los asuntos del Ducado de Mazovia, ya que el duque mazovio Boleslao II se había casado con la princesa lituana.
En el tardío siglo XIII aparecieron conflictos entre ciudadanos de Riga y Caballeros Teutones, y Vytenis se ofreció a ayudar a los ciudadanos de la ciudad enviando una guarnición lituana en 1298. La guarnición lituana tenía el deber de proteger a la ciudad de los Caballeros. Los lituanos permanecieron en Riga hasta el año 1313. Asegurar las posiciones en Riga le proveyó una situación favorable para fortalecer las rutas de comercio en la región y organizar campañas militares contra la Orden Teutónica y provincias rutenias. Entre 1298 y 1313 Vytenis realizó alrededor de once campañas en tierras prusianas controladas por la Orden, infringiendo una serie de derrotas al enemigo. Alrededor del 1307, el Principado de Pólatsk fue anexionado militarmente. La anexión de Pólatsk sirvió para asegurar importantes rutas comerciales que permitieron un comercio consistente en la región e incrementó la influencia lituana sobre las provincias rutenias restantes.
Vytenis organizó muchas más incursiones militares en tierras gobernadas por la Orden Teutónica hasta 1315 y figuró por última vez en fuentes escritas contemporáneas a fines de ese año. Lo que sucedió con Vytenis se desconoce; no obstante el título de gran duque pasó a su hermano Gediminas, el régulo de Samogitia y probablemente también en Trakai, mientras Vytenis estaba vivo. Como soberano Gediminas cambió su trono en Trakai por el de Vilna.
La expansión llegó a su ápice bajo el mandato de Gediminas, quien creó un fuerte gobierno central y estableció un imperio, que luego se extendía desde el mar Negro hasta el mar Báltico. En el año 1320, muchos de los principados dependientes del Principado de Kiev fueron o anexados o vueltos vasallos del Gran Ducado de Lituania. En el año 1321 Gediminas capturó Kiev y luego restableció la permanencia de Vilna como capital lituana, que fue designada luego de retirarle el título a Trakai en 1323.
La facilidad con que Lituania construyó su imperio se puede atribuir a las capacidades diplomáticas y tácticas de sus grandes duques, tanto como a la debilidad de todos los principados dependientes del de Kiev; Lituania estaba en una posición ideal para heredar la parte oeste y sur de la Rus de Kiev. Mientras casi todos los estados alrededor de él habían sido saqueados o derrotados por los mongoles, sus hordas nunca llegaron más allá de Lituania hacia el norte y su territorio permaneció intacto. La expansión lituana fue acelerada por el débil control que los mongoles ejercían sobre las áreas que habían conquistado (los principados dependientes del de Kiev nunca fueron incorporados directamente a la Horda de Oro. En vez de eso, fueron estados vasallos con un justo grado de independencia). El alzamiento de Lituania ocurrió oportunamente, cuando podían expandirse enfrentando poca resistencia por parte de los territorios poblados por eslavos orientales y una limitada oposición mongola.

##### El paganismo lituano y otros enfrentamientos
Ya los lituanos habían abrazado nuevamente el paganismo hacía varias décadas, era por esto y por razones territoriales que la Orden Teutónica conducía una ardua guerra cruzada contra ellos. Si bien en 1333 y 1339 los lituanos derrotaron a las fuerzas mongolas que querían conquistar Smolensk y sacarla de la esfera de influencia lituana, media década después se ensambló un ejército cruzado que avanzó hacia Lituania para enfrentarlos. De esta forma, el Ducado Lituano se vio forzado a enfrentar a las fuerzas cruzadas cristianas de los reyes Luis I de Hungría, de Juan I de Bohemia y su hijo Carlos IV de Luxemburgo, cuyo propósito era cristianizar a los lituanos paganos. Sin embargo, la guerra cruzada fue un fracaso y conflictos directos con el rey Casimiro III de Polonia. Estos atacaron al rey polaco en 1345, y Luis I de Hungría lo auxilió salvando Cracovia del monarca bohemio y su hijo. Para el 1355, el Estado de Moldavia ya se había formado. La Horda de Oro hizo poco para retomar el área.
El Estado lituano no se construyó solamente sobre la base de agresiones militares. Su existencia siempre dependió tanto de la diplomacia como de las armas. Muchas, pero no todas, de las ciudades que conquistó nunca fueron derrotadas en batallas, sino que aceptaron ser vasallos de Lituania. Anteriormente muchas de estas ciudades fueron vasallas de la Horda de Oro o del Principado de Moscú, las decisiones lituanas no eran las de darles independencia sino que cambiaran de señor. Un ejemplo de esto es Nóvgorod, quien fue frecuentemente atraída a la esfera de influencia lituana y se convirtió en una dependencia del Gran Ducado, pero los ejércitos lituanos nunca atacaron la ciudad. Igualmente, el control lituano sobre Nóvgorod fue el resultado de fricciones internas de la ciudad, que quería escapar al sometimiento de Moscovia. Este método de construcción estatal era inestable. El cambio de las políticas internas para con las ciudades podía resultar en que Lituania perdiera el control, como ocurrió en varias ocasiones con Nóvgorod y otras ciudades rusas.

##### Unión Personal con Polonia

Lituania, Polonia y los territorios de los caballeros teutones a comienzos del siglo.

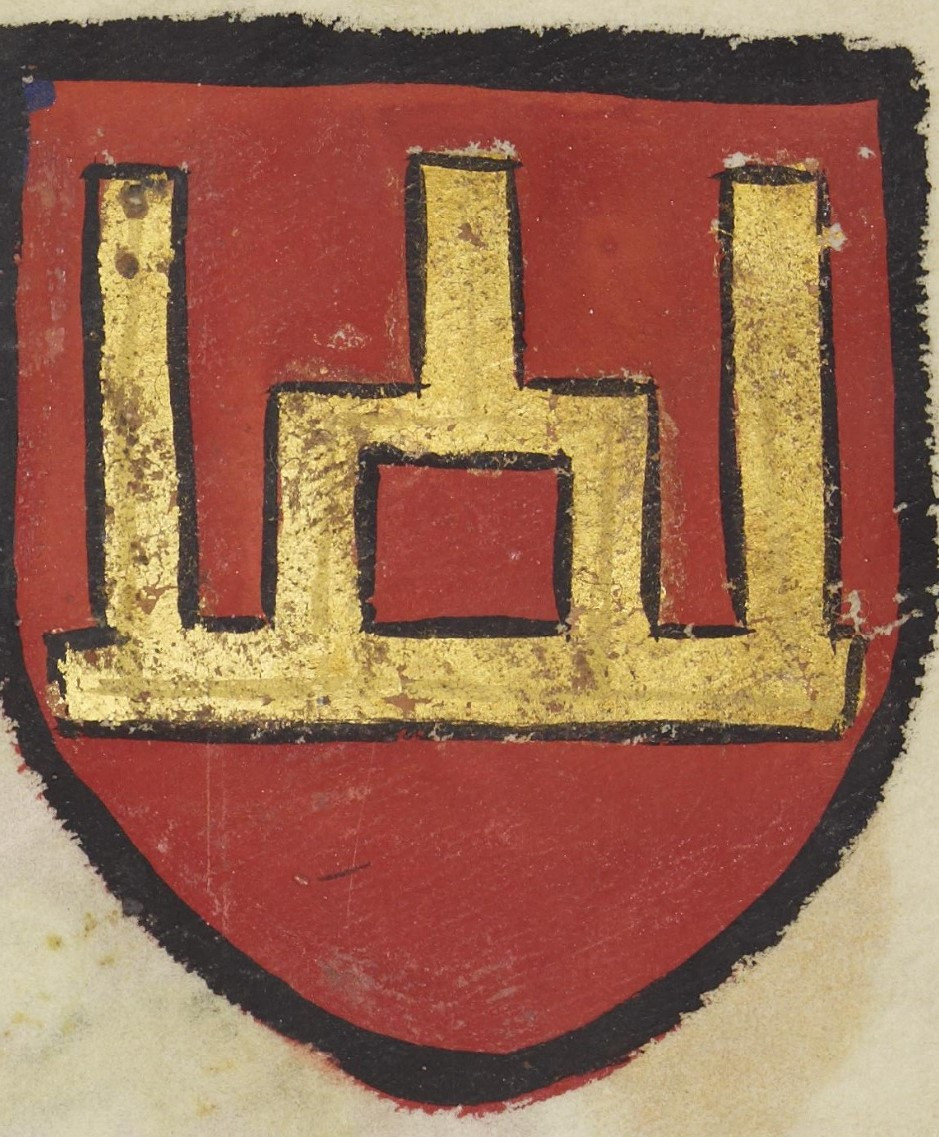
Columnas de Gediminas.

El sucesor de Algirdas fue Jaguellón (Jogaila) y por la Unión de Krewo, que se firmó en 1386, el gran duque de Lituania realizó una unión personal con el Reino de Polonia, al casarse con la reina Eduviges. Jogaila comenzó la cristianización de Lituania en el año 1387, lo que marcó la conversión de los lituanos, el último pueblo pagano de Europa, a la fe católica. Ese mismo año Moldavia se convirtió en vasalla de Polonia y en otro sentido, de Lituania. Para entonces, Lituania ya había conquistado algunos territorios de la Horda de Oro en dirección al río Dniéper. Invadió el norte de Crimea y obtuvo una clara victoria en una cruzada contra la Horda de Oro en 1398, en alianza con Toqtamish. Luego, en 1399, tratando de colocar a Toqtamish en el trono de la Horda, volvió a emprender una campaña contra los territorios de esta. En la batalla del río Vorskla, Lituania fue aplastada por la Horda de Oro y perdió la región de la estepa.
Después el gobierno del ducado pasó a Vitautas el Grande, que mandó el ejército del Gran Ducado de Lituania en la batalla de Grunwald (llamada también batalla de Tannenberg o Žalgirio mūšis) en 1410, que tuvo como resultado una gran victoria lituano-polaca que determinó la caída de la Orden Teutónica.
Bajo el mandato de Vitautas, el Gran Ducado de Lituania se volvió más centralizado paulatinamente, ya que los príncipes dinásticos regionales fueron sustituidos por gobernadores leales a Vitautas. Estos eran ricos terratenientes que formaron las bases de la nobleza lituana. Durante el reinado de Vitautas, las influyentes familias Radziwiłł comenzaron a formarse. Luego de la muerte de Vitautas, las relaciones con el Reino de Polonia se deterioraron enormemente. Las luchas internas por el poder entre los dos pretendientes al trono se comenzaron en 1432; se impuso Žygimantas Kęstutaitis tras vencer en la batalla de Pabaiskas.
Lituania se cristianizó en el año 1387. La cristianización fue dirigida por Jogaila, quien tradujo personalmente plegarias cristianas al idioma lituano. El estado alcanzó un momento de esplendor durante el reinado de Vitautas el Grande, cuyo gobierno duró desde el 1392 al 1430. Vitautas fue uno de los más famosos soberanos del Gran Ducado de Lituania. Fue gran duque desde 1401 a 1430 y también príncipe de Goradnia (1370-1382) y de Lutsk (1387-1389). Era hijo de Kęstutis, primo de Jaguellón, que ascendió al trono de Polonia en el año 1386, y abuelo de Basilio II de Moscú.

### República de las Dos Naciones

La Reino de Polonia y el Gran Ducado de Lituania en 1648.

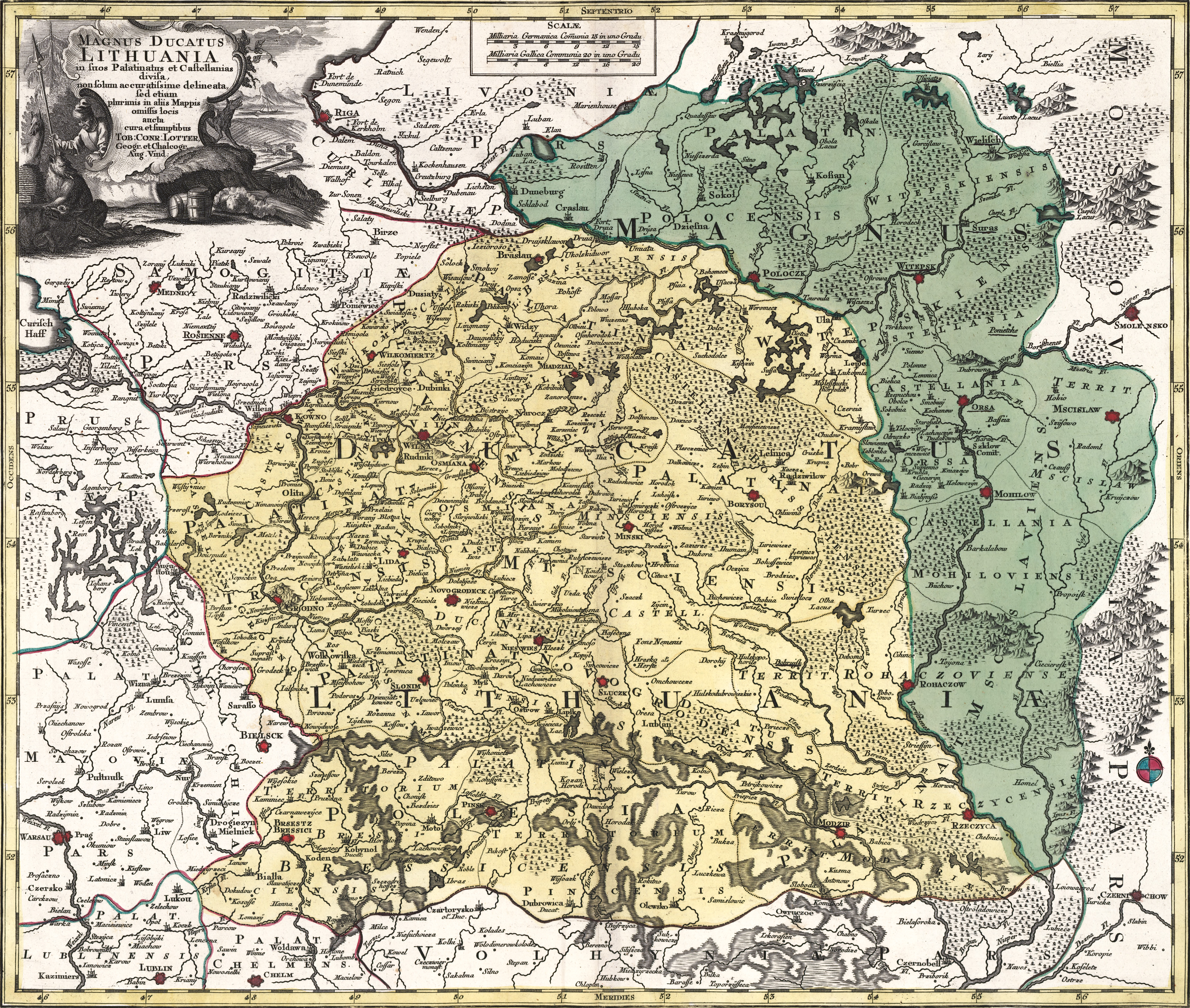
Magnus Ducatus Lithuania, Tobias Lotter, 1780

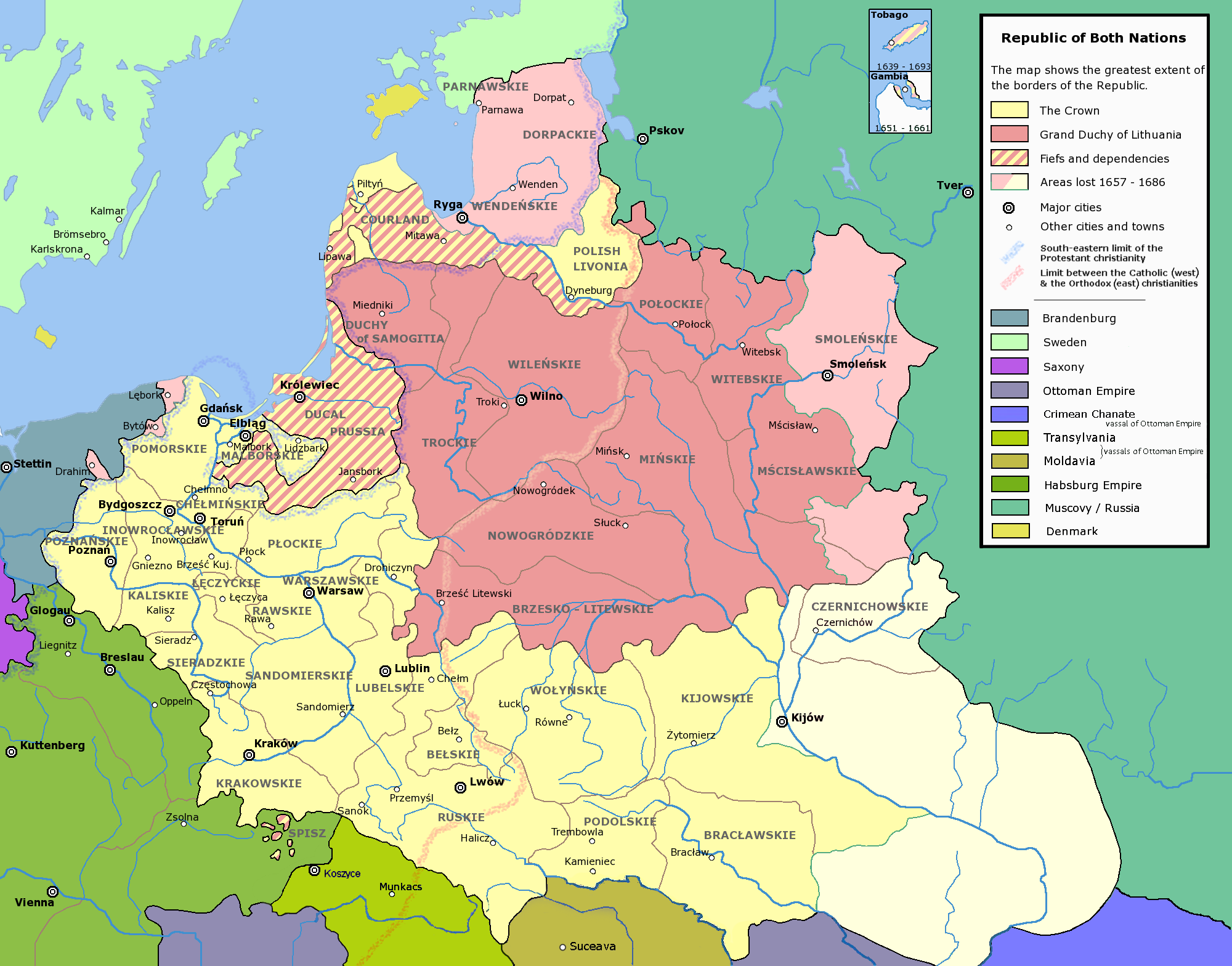
Gran Ducado de Lituania (en color Rosa) como parte de la Mancomunidad Polonia-Lituania

Luego del asesinato del gran duque Žygimantas Kęstutaitis, los nobles del Gran Ducado intentaron romper la unión personal con el Reino de Polonia. Solo las guerras sin éxito contra el Principado de Moscú forzaron el reavivamiento de la unión, a pesar de la oposición de ciertas familias nobles, como los Radziwiłł. Estos dominaron la política y la economía del Gran Ducado durante su último siglo de independencia. La familia gozaba de más influencia en Lituania que la dinastía Vasa y había alcanzado la primacía tras la extinción de la jaguellón.
Livonia aceptó el protectorado lituano en 1559 y fue incorporada al Gran Ducado dos años más tarde, como consecuencia de las amenazas expansionistas de Suecia, Rusia y Dinamarca. La autoridad lituana quedó casi de inmediato amenazada por las ofensivas suecas y terminó en 1582, cuando pasó en la práctica a Polonia. Oficialmente fue un condominio de las dos partes de la Confederación desde 1589.
La rápida expansión del Principado de Moscú hizo que se volviera un rival para Lituania, sin embargo, y luego de la anexión de Nóvgorod en 1478 Moscovia era el Estado hegemónico incuestionable de la Europa nororiental. Entre 1492 y 1508 Iván III de Rusia, tras vencer en la batalla clave en Vedrosha, conquistó antiguas tierras del Rus de Kiev, Chernígov y Briansk. Las guerras contra Moscovia fueron continuas: las hubo en 1492-94,  1500-1503, 1507-08, 1512-22, 1534-37 y 1632-34. La pérdida de tierras con Moscovia y la continua presión por la expansión del estado ruso, representaron una verdadera amenaza a la existencia del estado lituano, que se vio obligado a establecer una alianza con Polonia, uniéndose con su vecino occidental en la República de las Dos Naciones, en la Unión de Lublin en 1569. En virtud del acuerdo de unión, muchos territorios anteriormente gobernados por el Gran Ducado de Lituania (Podlasia, Volinia y Kiev) se transfirieron a la Corona Polaca, mientras Lituania mantenía sus derechos en su federación (tenía su propio ejército, gobierno y tesoro) hasta la Constitución del 3 de mayo, que se reglamentó en 1791. La muerte de Segismundo II Augusto Jagellón, que medió la creación de la Unión de Lublin, marcó el fin de la era de la dinastía gedimínida, cuyos miembros habían gobernado Lituania desde finales del siglo XII.
Los poderosos del Gran Ducado eran mayoritariamente protestantes cuando se verificó la unión con Polonia. La primera iglesia evangélica se había fundado en Samogitia en 1540. La conversión de la nobleza se extendió por el norte del Gran Ducado a mediados de siglo y por la parte meridional a finales. La represión hizo que en el siglo siguiente el número de iglesias protestantes se redujese; de un máximo de doscientas sesenta pasaron a cien en 1654.
El Gran ducado tenía una extensión de unos trescientos mil kilómetros cuadrados a mediados del siglo XVII —un tercio de la extensión total de la Confederación polaco-lituana— y alrededor de tres millones y medio de habitantes, más del doble de la Suecia de la época. Adoptó el modelo político y administrativo polaco tras la unión: a principios del siglo XVII, el Gran Ducado estaba organizado en ocho palatinados (provincias) y veinticuatro distritos, cada uno de esto con su propia dietina. Tres provincias (los palatinados de Vilna [en los distritos de Vilna y Ukmergơ/Wiákomierz], Trakai [en los distritos de Trakai, Kaunas y Upytơ] y el ducado de Samogitia [autónomo]) tenían población lituana, otras tres mixta lituano-rutena (los palatinados de Vilna [en los distritos de Braslau, Lida y Ashmiany], Nowogrodek y Trakai [en los distritos de Trakai y Grodno]) y cinco más estaban pobladas por rutenos (los palatinados de Minsk, Pólotsk, Vítsebsk, Brest-Litovsk y Mstsislav). Gran parte del territorio era además multicultural.
A partir de la unión, el rey nombraba treinta y cinco senadores lituanos, de los cuatro candidatos que para cada puesto le presentaba la nobleza del Gran Ducado. Cada uno recibía además unas tierras, concesión que permitía al rey recompensar a sus partidarios. El Gran Ducado desempeñaba además un gran papel en los ingresos reales; entre 1632 y 1654, un 30 % de estos provinieron de Lituania. El soberano contaba además con vastas tierras —era uno de los mayores terratenientes—, que normalmente arrendaba a sus partidarios. Había además cuarenta y ocho diputados nobles en las Cortes comunes polaco-lituanas, dos por distrito, que se escogían en las dietinas. Sin embargo, diversos organismos como el Ejército, la Hacienda, los tribunales de apelación, la ceca, las aduanas y la guardia de fronteras siguieron estando separados entre las dos partes del nuevo Estado. El ordenamiento jurídico tampoco era común: el lituano se basaba en el estatuto de 1588.
El ejército contaba con dieciocho mil soldados, que mandaban dos atamanes: el gran atamán y el atamán de campo.
Al menos un 10-11 % de la población pertenecía a la nobleza en el siglo XVII; dentro de esta se distinguía la subcategoría de los magnates (pany) o gran nobleza, que solían ser grandes propietarios de tierras, acaparar los principales puestos administrativos y en algunos casos pertenecer al linaje de las antiguas dinastías lituanas. La alta nobleza dominaba la política del Gran Ducado mediante un sistema clientelar del resto de la nobleza. La pequeña nobleza, por su parte, solía controlar los distritos.
La guerra con Suecia de 1600-1629 tuvo funestas consecuencias económicas para Lituania, puesto que la Corona decidió interrumpir el importante comercio entre el noreste del Gran Ducado y el puerto de Riga, centro mercantil de la zona y en poder de Suecia desde 1621. El posterior bloqueo sueco hundió el tráfico marítimo de Riga de los cuatrocientos barcos anuales a tan solo dieciocho; la medida perjudicó también gravemente a Lituania. Los intercambios se recuperaron e incluso aumentaron tras la firma de la paz. Las principales exportaciones eran las de cáñamo y lino y las importaciones, sal y arenques.
Durante la existencia de la República de las Dos Naciones, el Gran Ducado de Lituania se vio envuelto en numerosas guerras, como la guerra livonia, la guerra del Norte y otras. A pesar de victorias y derrotas, la vida cultural floreció en el Gran Ducado de Lituania, significando la apertura de la Universidad de Vilna, el aumento de la publicación de libros y la construcción de nuevos palacios e iglesias.
La unión con el Reino de Polonia no previno las pérdidas territoriales que sufrió el Ducado con el creciente poder del Zarato ruso y, finalmente en 1795, la República de las Dos Naciones se particionó entre la Rusia Imperial, Prusia y Austria.

## Cultura

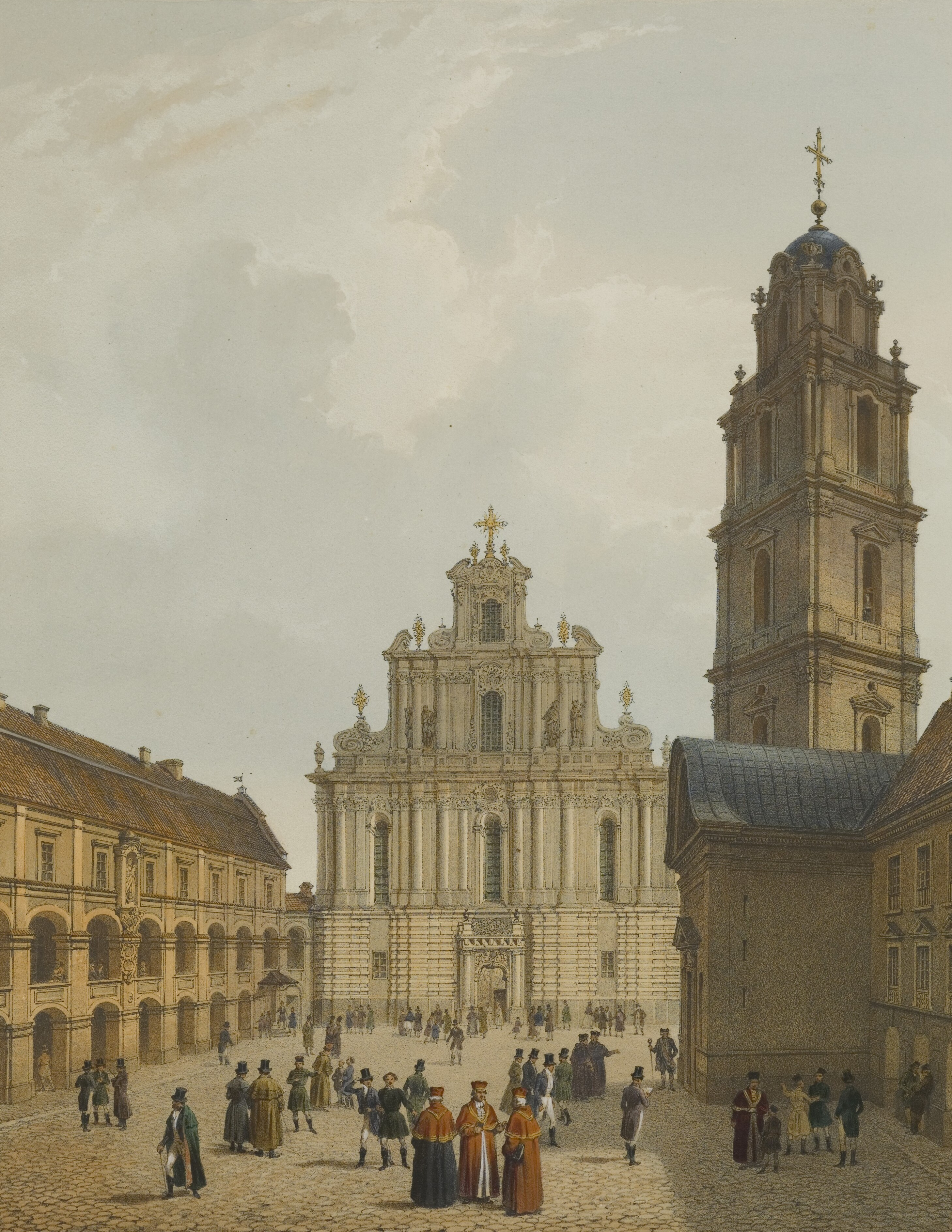
Universidad de Vilna.

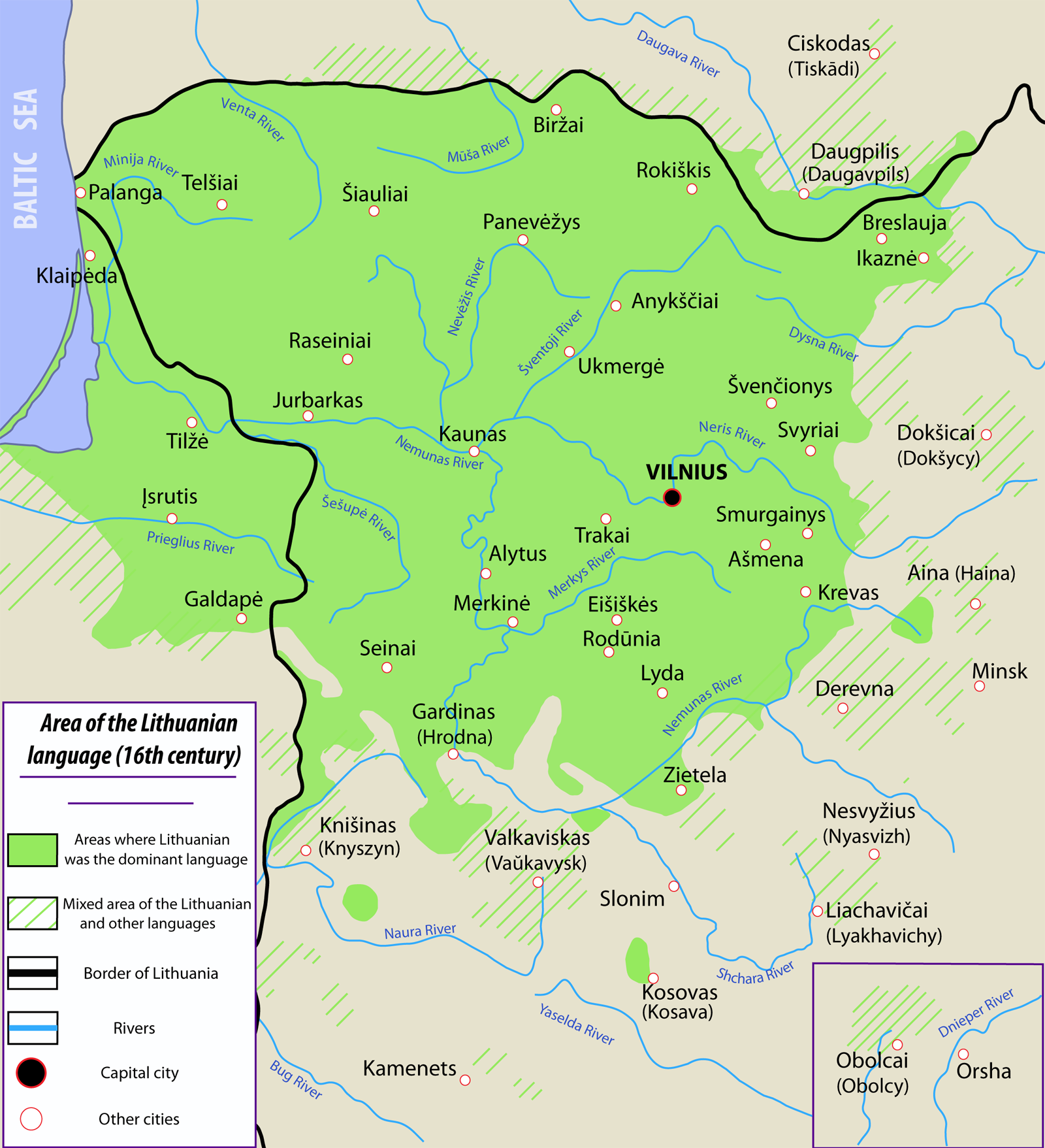
Áreas de idioma lituano en el.

Las lenguas oficiales en el Gran Ducado eran el idioma ruteno, el latín y el polaco. Hasta 1697, el primero era usado para escribir leyes y para hablar con países orientales; el latín para con los países occidentales y, en 1697, el polaco reemplazó al ruteno como idioma oficial. Aunque el uso del idioma lituano para gobernar el estado luego de Vitatuas y Jogaila (hijos de Kęstutis y Algirdas respectivamente) es debatible, se sabe con certeza que el rey polaco y el gran duque de Lituania Alejandro Jagellón todavía podían hablar y entender el lenguaje lituano. Luego de él no existen evidencias válidas. También, en ese tiempo el nacionalismo todavía no estaba presente, y los nobles que migraban e un lugar a otro podían adaptarse a la nueva localidad, adoptando la cultura y religión locales. Por lo tanto, los nobles lituanos que migraron hacia áreas eslavas, con el paso de las generaciones tomaron su cultura. No existen información sobre qué idioma hablaban estos lituanos en su época.
Al nacimiento del estado, los lituanos conformaban el 70 % de la población total. Con la conquista de nuevos territorios eslavos, decrecieron al 50 % y luego al 30 %. Otras naciones importantes fueron los judíos y los tártaros. En el tardío Gran Ducado, los eslavos conformaban la gran mayoría, y las lenguas eslavas se usaban para las leyes escritas. Ésta es una de las razones por la cual se considera al tardío Gran Ducado de Lituania como un país eslavo, como Polonia, Rusia, etc.
A mediados del siglo XVII, los grupos mayoritarios eran el de los rutenos (el principal) y el de los bálticos (lituanos y samogitios). También había población de cultura judía, polaca, tártara y alemana. El poder político lo concentraban los notables lituanos y la nobleza rutena, los únicos que podían ocupar cargos públicos según el estatuto de 1588, a los que se denominaba conjuntamente lituanos. El idioma oficial era el ruteno, que además era la lengua común a la nobleza y muy similar al antiguo bielorruso. Tanto Vilna como el resto de ciudades del Gran Ducado eran multiculturales y sus habitantes profesaban religiones diferentes. En Vilna en 1596, había quince iglesias ortodoxas rutenas, catorce católicas, una luterana, dos protestantes de otras variantes y varias sinagogas. Se calcula que, hasta la crisis de mediados del siglo XVII, en torno a un 15 % de la población era urbana.
Una de las más antiguas universidades de Europa Oriental, la Universidad de Vilna, fue fundada por Esteban I Báthory, rey de Polonia y gran duque de Lituania, en 1579. Debido al trabajo de los Jesuitas durante la Contrarreforma la universidad rápidamente se volvió en unos de los más importantes centros científicos y culturales de la región y le más notable centro científico del Gran Ducado de Lituania.

### Religión
Luego del bautismo (en 1252) y la coronación (en 1253) del rey Mindaugas, Lituania fue reconocida como Estado cristiano hasta 1260, cuando el soberano apoyó un levantamiento en Curlandia y (según la Orden Teutónica) renunció a la cristiandad. Hasta 1387, los nobles lituanos profesaron su propia religión, que era una creencia pagana basada en la deificación de los fenómenos naturales. Los lituanos eran muy devotos de su fe. Las creencias paganas necesitaban estar profundamente arraigadas en la gente para resistir las fuertes presiones de los misionarios y de las potencias extranjeras. Hasta el siglo XVII, existieron reliquias de la antigua fe, como alimentar a las culebras de collar o colocar alimentos en las tumbas de los ancestros. En las tierras que hoy en día ocupan Bielorrusia y Ucrania, los duques locales eran firmes a la Iglesia greco-católica ucraniana. Aunque las creencias paganas de Lituania fueron lo suficientemente fuertes como para resistir siglos de presión de órdenes militares y misioneros, finalmente los lituanos se convirtieron al cristianismo. En 1387, Lituania se convirtió al catolicismo, mientras que la mayoría de las tierras rutenas permanecieron fieles a la Iglesia ortodoxa. Hubo un esfuerzo para polarizar a los ortodoxos tras la Unión de Brest de 1596; la Iglesia greco-católica ucraniana reconoció la autoridad papal y el catecismo católico, pero preservó la liturgia ortodoxa.
El Gran Ducado contaba con cuatro obispados, cuyos titulares eran miembros de la nobleza. El primado era el de Vilna y los cuatro obispos presidían las dietinas de Vilna, Smolensk, Samogitia y Brest-Litovsk. Contaban además con grandes ingresos provenientes de sus vastas tierras. Había además un obispo ortodoxo, cuatro uniatas, seis superintendentes protestantes y uno luterano, todos ellos excluidos del Senado y por ello sin poder político, a diferencia de los católicos.
Los ritos de la Iglesia ortodoxa rutena eran diferentes de los empleados por la moscovita, como consecuencia de la separación de ambas en 1415. La Iglesia rutena dependía del Patriarca de Constantinopla.

## Legado
Según varios historiadores (especialmente los de Rusia), uno de los mayores efectos del estado de Lituania fueron las divisiones étnicas entre los habitantes del antiguo Rus de Kiev. Desde este punto de vista, la creación del Gran Ducado de Lituania jugó un papel importante en la división de los eslavos orientales. Después de la conquista mongola de Rutenia, los mongoles intentaron mantener a los eslavos orientales unificados, y tuvieron éxito en la conquista de la mayoría de las tierras rutenas.
Tribus prusianas (de origen báltico) constantemente atacaban la región de Masovia, provocando que el duque Conrado I de Mazovia convocara a los Caballeros Teutones para instalarse cerca de áreas prusianas. Los conflictos entre prusianos y Teutones hicieron que las tribus lituanas tardaran más tiempo en unirse. Debido a la presencia de enemigos poderosos en el sur y en el norte, el recientemente formado estado lituano concentró la mayoría de sus esfuerzos militares y diplomáticos en la expansión hacia el este.
El resto de las antiguas tierras rutenas (principados bielorrusos) se unieron al Gran Ducado de Lituania desde el inicio. Otras tierras en Ucrania fueron tomadas como vasallas por Lituania luego. La subyugación de los eslavos orientales por dos poderes diferentes creó divisiones substanciales que persisten hasta hoy en día. Según esta afirmación, durante el dominio del Principado de Kiev había ciertas diferencias regionales, entre los eslavos, pero con la anexión al Gran Ducado de Lituania (de partes del sur y del oeste) se tornaron en divisiones permanentes entre ucranianos, bielorrusos y rusos.
Aparte, las divisiones étnicas y lingüísticas entre los habitantes de Rutenia no se crearon por las conquistas mongolas y lituanas de la región, y son más antiguas que el mismo Gran Ducado. Hasta el siglo XX las fronteras étnico-lingüísticas entre ucranianos, bielorrusos y rusos no coincidieron con las barreras físicas.
Aunque era un Gran Ducado, Lituania era un reino bajo Mindaugas I, quien fue condicionalmente coronado por la autoridad del papa Inocencio IV en 1253. Gediminas y Vitautas el Grande también asumieron el título de rey, aunque no fueron coronados. Existió un intento fallido de reponer el reino en 1918 y entregar el trono al príncipe alemán Urich.

## Anexo: Grandes duques
| Periodo   | Gran Duque  | Destacable                                                                                          |
| --------- | ----------- | --------------------------------------------------------------------------------------------------- |
| 1236-1263 | Mindaugas I | Gran duque hasta 1253, después rey de Lituania. asesinado por su sobrino, Treniota                  |
| 1263-1264 | Treniota    | |
| 1264-1267 | Vaišvilkas  | Hija de Mindaugas, renunció voluntariamente al trono en beneficio del hermano de su cónyuge Svarnas |
| 1267-1269 | Svarnas     | |
| 1269-1282 | Traidenis   | |
| 1282-1285 | Daumantas   | |
| 1285-1291 | Butigeidis  | Fundador de la dinastía de los Gediminidas                                                          |

| Retrato | Periodo   | Gran Duque               | Destacable |
| ------- | --------- | ------------------------ | --- |
|         | 1291-1295 | Pukuveras                | Nombre también Butvydas, hermano de Butigeidis, padre de Vytenis y Gediminas |
|         | 1295-1316 | Vytenis                  | Hijo de Butvydas/Pukuveras |
|         | 1316-1341 | Gediminas                | Hijo de Butvydas/Pukuveras. Después de su muerte, el gran ducado fue partido entre sus 7 hijos. |
|         | 1341-1345 | Jaunutis                 | Hijo de Gediminas. Depuesto por sus hermanos Algirdas y Kęstutis. |
|         | 1345-1377 | Algirdas                 | Hijo de Gediminas. |
|         | 1377-1381 | Jogaila                  | Hijo de Algirdas. Coronado Rey de Polonia en 1386. Fundador de la Unión Polaco-Lituana y Fundador de la dinastía Jagellon.                                                                               |
|         | 1381-1382 | Kęstutis                 | Hijo de Gediminas. Depuesto Jogaila en 1381 y tomó el control de Lituania, antes de ser capturado y ejecutado al año siguiente.                                                                          |
|         | 1382-1392 | Jogaila                  | También rey de Polonia de 1386 a 1434. El gobierno de Lituania le fue confiado a Skirgaila (1387-1392).                                                                                                  |
|         | 1392-1430 | Vitautas el Grande       | Hijo de Kęstutis. Se unió a su padre contra Jogaila, antes de cambiar de bando para convertirse en Gran Duque de Lituania en 1392. Elegido rey de Lituania en 1429.Los polacos impidieron su coronación. |
|         | 1430-1432 | Švitrigaila              | Hijo de Algirdas, hermano de Jogaila. Depuesto por Žygimantas, hijo de Kęstutis. |
|         | 1432-1440 | Žygimantas I Kęstutaitis | Hijo de Kęstutis, hermano de Vytautas. Asesinado por los partidarios de Švitrigaila. |

| Retrato | Periodo   | Titular                   | Destacable                                                                                      |
| ------- | --------- | ------------------------- | ----------------------------------------------------------------------------------------------- |
|         | 1440-1492 | Kazimieras I              | Hijo de Jogaila. Elegido y coronado rey de Polonia en 1447 después de la muerte de Ladislas III |
|         | 1492-1506 | Alejandro                 | Hijo de Casimiro IV. Elegido y coronado rey de Polonia en 1501 a la muerte de Jean I            |
|         | 1506-1548 | Žygimantas II             | Hijo de Casimiro IV.                                                                            |
|         | 1548-1572 | Žygimantas III Augustas I | Hijo de Segismundo I. Soberano factual desde 1529.                                              |